# Turnen op de Gemenebestspelen 2006
 Turnen  was een van de disciplines van de olympische sport gymnastiek die werd beoefend tijdens de Gemenebestspelen 2006.
Er waren acht onderdelen voor de mannen en zes voor de vrouwen.

## Mannen

### Teamwedstrijd
| rang   | naam                                                                                 | land | punten  |
| ------ | ------------------------------------------------------------------------------------ | ---- | ------- |
| Goud   | Nathan Gafuik Grant Golding David Kikuchi Kyle Keith Shewfel Adam Alexander Wong     | CAN  | 269.750 |
| Zilver | Damian Istria Joshua Jefferis Samuel Offord Philippe Rizzo Prashanth Sellathurai     | AUS  | 268.850 |
| Brons  | Ryan Bradley Ross Brewer Luke Folwell Louis Smith Kristian Thomas                    | ENG  | 260.000 |
| 4      | Adam Cox Steve Frew Daniel Keatings Barry Koursarys Andrew Mackie                    | SCO  | 254.450 |
| 5      | Shu Mun Ng Shu Wai Ng Kwang Tung Onn Wei Siang Ooi Kiam Bun Yap                      | MAS  | 253.350 |
| 6      | Cristian Brezeanu Steven Barry Friedman Troy Sender Gerhard Swiegers                 | RSA  | 245.000 |
| 7      | Sharat Chandra Rohit Jaiswal Ashish Kumar Vivek Mishra Mayank Srivastava             | IND  | 240.300 |
| 8      | Daniel Good Mark Holyoake Misha Koudinov Patrick Peng                                | NZL  | 239.700 |
| 9      | Eranga Dias Gunasekara Prasad Ekanayake Mudiyanselage Eranda Nadeera Gunasekara Dias | SRI  | 213.400 |

### Individueel

#### Allround
| rang   | naam                           | land | punten |
| ------ | ------------------------------ | ---- | ------ |
| Goud   | Joshua Jefferis                | AUS  | 89.450 |
| Zilver | Nathan Gafuik                  | CAN  | 88.350 |
| Brons  | Philippe Rizzo                 | AUS  | 88.200 |
| 4      | Adam Alexander Wong            | CAN  | 87.400 |
| 5      | Shu Wai Ng                     | MAS  | 87.050 |
| 6      | Ross Brewer                    | ENG  | 86.400 |
| 7      | Ryan Bradley                   | ENG  | 86.300 |
| 8      | David Eaton                    | WAL  | 85.000 |
| 9      | Adam Cox                       | SCO  | 84.950 |
| 10     | Steven Barry Friedman          | RSA  | 83.950 |
| 11     | Mark Holyoake                  | NZL  | 82.700 |
| 12     | Kristian Thomas                | ENG  | 82.650 |
| 13     | Wei Siang Ooi                  | MAS  | 82.200 |
| 14     | Gerhard Swiegers               | RSA  | 82.150 |
| 15     | Daniel Good                    | NZL  | 82.000 |
| 16     | Ashish Kumar                   | IND  | 79.950 |
| 17     | John Robert Honiball           | NAM  | 79.800 |
| 18     | Troy Sender                    | RSA  | 79.400 |
| 19     | Alexander Hedges               | IOM  | 77.450 |
| 20     | Misha Koudinov                 | NZL  | 77.400 |
| 21     | Rohit Jaiswal                  | IND  | 75.500 |
| 22     | Eranda Nadeera Gunasekara Dias | SRI  | 71.600 |
| 23     | Prasad Ekanayake Mudiyanselage | SRI  | 57.100 |
| 24     | Mayank Srivastava              | IND  | 28.350 |

#### Brug
| rang   | naam            | land | punten |
| ------ | --------------- | ---- | ------ |
| Goud   | Grant Golding   | CAN  | 15.450 |
| Zilver | Philippe Rizzo  | AUS  | 15.275 |
| Brons  | Joshua Jefferis | AUS  | 14.800 |
| 4      | Ross Brewer     | ENG  | 14.725 |
| 5      | Adam Cox        | SCO  | 14.350 |
| 6      | Nathan Gafuik   | CAN  | 14.250 |
| 7      | Mark Holyoake   | NZL  | 14.005 |
| 8      | Ryan Bradley    | ENG  | 14.025 |

#### Paard voltige
| rang   | naam                  | land | punten |
| ------ | --------------------- | ---- | ------ |
| Goud   | Louis Smith           | ENG  | 15.775 |
| Zilver | Prashanth Sellathurai | AUS  | 15.600 |
| Brons  | Grant Golding         | CAN  | 14.875 |
| 4      | David Kikuchi         | CAN  | 14.525 |
| 5      | Ross Brewer           | ENG  | 13.675 |
| 6      | Andrew Mackie         | SCO  | 13.250 |
| 7      | Shu Wai Ng            | MAS  | 12.950 |
| 8      | Philippe Rizzo        | AUS  | 12.875 |

#### Rekstok
| rang   | naam                | land | punten |
| ------ | ------------------- | ---- | ------ |
| Goud   | Damian Istria       | AUS  | 15.600 |
| Zilver | David Eaton         | WAL  | 15.000 |
| Brons  | Adam Cox            | SCO  | 14.950 |
| 4      | Shu Wai Ng          | MAS  | 14.700 |
| 5      | Samuel Offord       | AUS  | 14.625 |
| 6      | Nathan Gafuik       | CAN  | 14.600 |
| 7      | Kyle Keith Shewfelt | CAN  | 14.525 |
| 8      | Ross Brewer         | ENG  | 14.425 |

#### Ringen
| rang   | naam                  | land | punten |
| ------ | --------------------- | ---- | ------ |
| Goud   | Joshua Jefferis       | AUS  | 15.825 |
| Zilver | Damian Istria         | AUS  | 15.700 |
| Brons  | Irodotos Georgallas   | CYP  | 15.300 |
| 4      | Grant Golding         | CAN  | 15.275 |
| 5      | Adam Alexander Wong   | CAN  | 15.200 |
| 6      | Steven Barry Friedman | RSA  | 15.025 |
| 7      | Ross Brewer           | ENG  | 14.525 |
| 8      | Steve Frew            | SCO  | 14.200 |

#### Sprong
| rang   | naam                | land | punten |
| ------ | ------------------- | ---- | ------ |
| Goud   | Kyle Keith Shewfelt | CAN  | 16.337 |
| Zilver | Nathan Gafuik       | CAN  | 16.112 |
| Brons  | Samuel Offord       | AUS  | 15.862 |
| 4      | Luke Folwell        | ENG  | 15.712 |
| 5      | Wei Siang Ooi       | MAS  | 15.575 |
| 6      | Kristian Thomas     | ENG  | 15.562 |
| 7      | Mayank Srivastava   | IND  | 15.462 |
| 8      | Shu Wai Ng          | MAS  | 15.225 |

#### Vloer
| rang   | naam                      | land | punten |
| ------ | ------------------------- | ---- | ------ |
| Goud   | Adam Alexander Wong       | CAN  | 14.975 |
| Zilver | Shu Wai Ng                | MAS  | 14.850 |
| Brons  | Kyle Keith Shewfelt       | CAN  | 14.700 |
| 4      | Ross Brewer               | ENG  | 14.475 |
| 5      | Samuel Offord             | AUS  | 14.325 |
| 6      | Ryan Bradley              | ENG  | 14.300 |
| 7      | Joshua Jefferis           | AUS  | 14.300 |
| 8      | Constantinos Aristotelous | CYP  | 13.750 |

## Vrouwen

### Teamwedstrijd
| rang   | naam | land | punten  |
| ------ | --- | ---- | ------- |
| Goud   | Ashleigh Brennan Hollie Dykes Naomi Russell Monette Russo Chloe Sims                                     | AUS  | 172.600 |
| Zilver | Imogen Cairns Shavahn Church Hannah Clowes Rebecca Downie                                                | ENG  | 164.350 |
| Brons  | Alyssa Brown Brittnee Habbib Elyse Hopfner-Hibbs Jenna Kerbis Gael Mackie                                | CAN  | 162.550 |
| 4      | Samantha Bailey Jessica Gazzi Lynette Lisle Rhian Pugh Melanie Roberts                                   | WAL  | 158.750 |
| 5      | Carol Galashan Helen Galashan Jenny Hannah Rosalie Hutton Emma White                                     | SCO  | 156.450 |
| 6      | Candice Lee Cronje Chanel Candice Moonsammy Francki van Rooyen Rinette Whelpton                          | RSA  | 155.000 |
| 7      | Alice Barnett Belinda Castles Georgia Cervin Olivia Jobsis Sarah Miller                                  | NZL  | 151.550 |
| 8      | Nurul Fatiha Abd Hamid Nabihah Binti Ali Kai Ling Tan                                                    | MAS  | 141.950 |
| 9      | Kalena Noelle Astwood Kaisey Marie Griffith Hannah Meriwether King Casey Marie Lopes Caitlyn Mello Mello | BER  | 134.950 |
| 10     | Jhunuk Basu Priti Das Rakhi Debnath Tumpa Debnath Meenakshi P                                            | IND  | 129.400 |

### Individueel

#### Allround
| rang   | naam                     | land | punten |
| ------ | ------------------------ | ---- | ------ |
| Goud   | Chloe Sims               | AUS  | 57.100 |
| Zilver | Elyse Hopfner-Hibbs      | CAN  | 57.100 |
| Brons  | Hollie Dykes             | AUS  | 55.800 |
| 4      | Imogen Cairns            | ENG  | 55.750 |
| 5      | Shavahn Church           | ENG  | 55.000 |
| 6      | Alyssa Brown             | CAN  | 54.600 |
| 7      | Gael Mackie              | CAN  | 54.050 |
| 8      | Rebecca Downie           | ENG  | 53.700 |
| 9      | Lynette Lisle            | WAL  | 53.500 |
| 10     | Carol Galashan           | SCO  | 53.300 |
| 11     | Rosalie Hutton           | SCO  | 52.550 |
| 12     | Katie Elizabeth Slader   | NIR  | 51.600 |
| 13     | Emma White               | SCO  | 51.350 |
| 14     | Chanel Candice Moonsammy | RSA  | 50.800 |
| 15     | Belinda Castles          | NZL  | 50.600 |
| 16     | Olivia Jobsis            | NZL  | 50.550 |
| 17     | Francki van Rooyen       | RSA  | 49.950 |
| 18     | Melanie Roberts          | WAL  | 49.950 |
| 19     | Nabihah Binti Ali        | MAS  | 48.200 |
| 20     | Nurul Fatiha Abd Hamid   | MAS  | 48.050 |
| 21     | Kathryn Bronagh Ward     | NIR  | 47.800 |
| 22     | Candice Lee Cronje       | RSA  | 47.450 |
| 23     | Kaisey Marie Griffith    | BER  | 46.100 |
| 24     | Caitlyn Mello Mello      | BER  | 46.000 |

#### Balk
| rang   | naam                | land | punten |
| ------ | ------------------- | ---- | ------ |
| Goud   | Elyse Hopfner-Hibbs | CAN  | 14.950 |
| Zilver | Hollie Dykes        | AUS  | 14.925 |
| Brons  | Rebecca Downie      | ENG  | 14.075 |
| 4      | Monette Russo       | AUS  | 13.850 |
| 5      | Rosalie Hutton      | SCO  | 13.775 |
| 6      | Francki van Rooyen  | RSA  | 13.500 |
| 7      | Helen Galashan      | SCO  | 13.375 |
| 8      | Alyssa Brown        | CAN  | 13.050 |

#### Brug ongelijk
| rang   | naam                | land | punten |
| ------ | ------------------- | ---- | ------ |
| Goud   | Elyse Hopfner-Hibbs | CAN  | 15.100 |
| Zilver | Shavahn Church      | ENG  | 14.875 |
| Brons  | Monette Russo       | AUS  | 14.850 |
| 4      | Naomi Russell       | AUS  | 14.525 |
| 5      | Rebecca Downie      | ENG  | 14.000 |
| 6      | Rhian Pugh          | WAL  | 13.950 |
| 7      | Lynette Lisle       | WAL  | 13.400 |
| 8      | Belinda Castles     | NZL  | 12.700 |

#### Sprong
| rang   | naam                | land | punten |
| ------ | ------------------- | ---- | ------ |
| Goud   | Imogen Cairns       | ENG  | 14.325 |
| Zilver | Alyssa Brown        | CAN  | 14.275 |
| Brons  | Naomi Russell       | AUS  | 14.137 |
| 4      | Jessica Gazzi       | WAL  | 14.112 |
| 5      | Chloe Sims          | AUS  | 14.062 |
| 6      | Emma White          | SCO  | 13.862 |
| 7      | Elyse Hopfner-Hibbs | CAN  | 13.737 |
| 8      | Francki van Rooyen  | RSA  | 6912   |

#### Vloer
| rang   | naam                | land | punten |
| ------ | ------------------- | ---- | ------ |
| Goud   | Hollie Dykes        | AUS  | 14.650 |
| Zilver | Ashleigh Brennan    | AUS  | 13.925 |
| Brons  | Francki van Rooyen  | RSA  | 13.900 |
| 4      | Jenny Hannah        | SCO  | 13.775 |
| 5      | Hannah Clowes       | ENG  | 13.650 |
| 6      | Elyse Hopfner-Hibbs | CAN  | 13.625 |
| 7      | Rosalie Hutton      | SCO  | 12.775 |
| 8      | Imogen Cairns       | ENG  | 12.350 |

## Medaillespiegel
| rang | land        | goud | zilver | brons | totaal |
| ---- | ----------- | ---- | ------ | ----- | ------ |
| 1    | Australië   | 6    | 6      | 6     | 18     |
| 2    | Canada      | 6    | 4      | 3     | 13     |
| 3    | Engeland    | 2    | 2      | 2     | 6      |
| 4    | Maleisië    | 0    | 1      | 0     | 1      |
|      | Wales       | 0    | 1      | 0     | 1      |
| 6    | Cyprus      | 0    | 0      | 1     | 1      |
|      | Schotland   | 0    | 0      | 1     | 1      |
|      | Zuid-Afrika | 0    | 0      | 1     | 1      |

Atletiek · Badminton · Basketbal · Boksen · Bowls · Gewichtheffen · Hockey · Mountainbike · Netball · Ritmische gymnastiek · Rugby Sevens · Schietsport · Schoonspringen · Squash · Synchroonzwemmen · Tafeltennis · Triatlon · Turnen · Wielersport (baan · weg) · Zwemmen